# Эмералд (озеро)
Эмералд (англ. Emerald Lake), Блу-Лейк (англ. Blue Lake) — озеро на юге территории Юкон, отличающееся зеленым цветом побережья. Расположено на юге клондайкской трассы (117,5 км от Скагуэя, Аляска), в 60 км от столицы Юкона — Уайтхорса. Необычный цвет возникает в результате отражения света от белых отложений мергеля, глины и карбоната кальция. Средняя высота над уровнем моря составляет 705 метров. Бессточное.
Высокая концентрация карбоната кальция в воде получается из-за эрозии соседних гор.
В засуху, в течение лета могут формироваться новые карбонатные отложения мергеля.
В 200 метрах к югу от озера Блу-Лейк, по другую сторону клондайкской трассы, располагается ещё одно озеро с аналогичным цветом вод — Спирит.

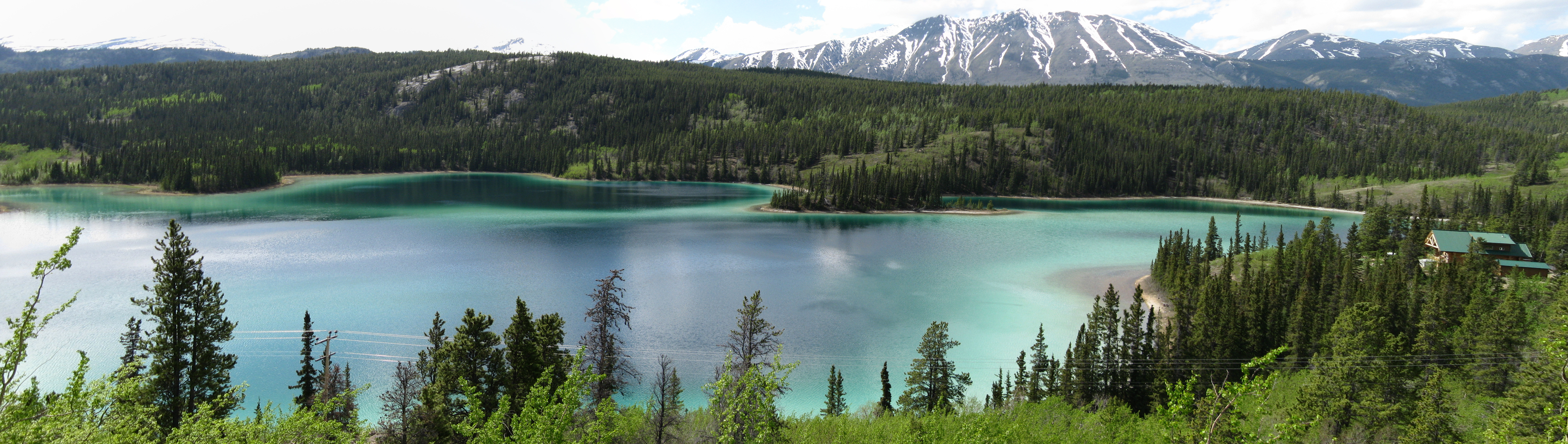
Панорама озера Эмералд с соседнего шоссе весной 2010 года.